# Tocata
Tocata (do italiano: Toccata) é a obra de música erudita para um Instrumento de teclas, geralmente enfatizando a destreza do intérprete. O nome é aplicado com menos frequência a obras para vários instrumentos, como por exemplo, a abertura da Ópera de Claudio Monteverdi Orfeo.
A forma apareceu primeiro no período tardio da Renascença. Originou-se no nordeste da Itália.  Várias publicações da década de 1590 incluem tocatas de compositores como Girolamo Diruta, Adriano Banchieri, Claudio Merulo, Andrea e Giovanni Gabrieli, Luzzasco Luzzaschi e outros.  Estas são composições para teclado nas quais uma das mãos e depois a outra realizam corridas virtuosísticas e brilhantes passagens em cascata contra um acompanhamento de acordes na outra mão. Entre os compositores trabalhando em Veneza nesta época estava o jovem Hans Leo Hassler, que estudou com os Gabrieli; ele levou consigo a forma quando retornou para a Alemanha. Foi na Alemanha que ela sofreu os seus maiores desenvolvimentos, culminando na obra de Johann Sebastian Bach mais de cem anos depois.
A tocata barroca, começando com Girolamo Frescobaldi, tem mais seções e aumentou de tamanho, intensidade e virtuosidade em relação à versão Renascentista atingindo alturas de extravagância equivalente aos impressionantes detalhes vistos na arquitetura do período.  Com freqüência possui corridas rápidas e arpejos alternando com acordes ou seções de fuga. Algumas vezes falta a indicação regular de tempo e quase sempre tem um sentido de improvisação.
Outros compositores barrocos de tocatas no período que antecedeu Bach incluem Michelangelo Rossi, Johann Jakob Froberger, Jan Pieterszoon Sweelinck, Alessandro Scarlatti e Dieterich Buxtehude.
As tocatas de Bach estão entre os mais famosos exemplos da forma. Suas tocatas para órgão são improvisações brilhantes e freqüentemente são seguidas por um movimento em forma de fuga independente. Em tais casos, a tocata é utilizada no lugar do usualmente mais estável prelúdio (ver também prelúdio - em inglês). Suas tocatas para cravo são obras com várias seções, que incluem a escrita em forma de fuga como parte de sua estrutura.
Saindo do período barroco, as tocatas são encontradas com menos freqüência, assim como Robert Browning utilizou o motivo de uma tocata de Baldassare Galuppi para evocar pensamentos sobre a transitoriedade humana (ver  o link). Há, entretanto uns poucos exemplos notáveis: Robert Schumann e Prokofiev cada um, escreveu uma tocata para piano solo, como também o fizeram Maurice Ravel como parte do Le Tombeau de Couperin e Claude Debussy sua 'Suite: Pour le Piano'. Kaikhosru Shapurji Sorabji escreveu várias tocatas para piano solo. A forma tocata teve grande importância para a escola francesa romântica de órgão cujos fundamentos foram como que lançados por Jacques-Nicolas Lemmens com sua Fanfare. Tocatas nesse estilo usualmente consistem de progressões rápidas de acordes combinadas com uma melodia poderosa (freqüentemente tocadas no pedal). Os exemplos mais famosos são o movimento final da Sinfonia nº 5 de Charles-Marie Widore o Finale da Sinfonia nº 1 de Louis Vierne. Mais recentemente, John Rutter escreveu a Toccata em 7, assim chamada por causa de seu andamento não usual.